# Libera Chat
Libera Chat（リベラチャット英: Libera Chat 表記はLiberaChat）は、フリーでオープンソースなIRCネットワークで、創設は2021年5月19日である。創設者が退職したFreenodeはアンドリュー・リー（Private Internet Access 創業者）に引き継がれた。

## 沿革
クリステル・ダールスキヤー Christel Dahlskjaer がフリーノード社員総代だった2017年に、フリーノード社の所有権を技術起業家アンドリュー・リーに譲渡、目的は同社のネットワークの経費をまかない#live会議を存続するためだったと元総代もリー社主も述べている。社員には譲渡取引の内容が知らされず、また同社は会議の管理専業であったため、経営者が変わっても日常業務には影響しないと聞かされたという。
2021年5月を迎えると、リーによる「敵対的買収」が行われたことを理由に社員2、30人が辞職。これに先立ち同年2月にはダールスキヤーによってフリーノードのウェブサイトにロゴが追加されており、そのロゴとはリーの傘下にある企業Shells（シェルズ＝同名のサービスを運営）のものだった。社員から批判を受けた直後にダールスキヤーは社員総代の座を降り、社員互選でトム・ウェズレー（Tom Wesley、ハンドルネーム  tomaw）が後任に決まったとブログに投稿する。社員によるとウェズレー着任を追うようにリー社主はその投稿を削除したという。ハッカデーの報道ではリーの部下のシェーン・アレンがフリーノードへの入社を主張したこと、また自身に加え社員を連れてくるつもりだったという発言の記録があるとしている。『ハッカデー』もアレンがアルパイン・リナックスの保守チーム職アリアドネ・コーニルにヘッドハンティングを打診したと報道し、入社の代償にコーニルのプロジェクトに資金援助すると持ちかけたとしている。
 。2021年5月11日にリー社主はフリーノードのインフラを監督する新しい人物を任命、社員がダールスケアを追放したと非難する声明を発表した。社員は一斉に任し、事態を開設する見解の公表に踏み切った人も数名いる。ウェズリーに対して法的措置をチラつかせて圧力をかけたと非難する声もあった。
これらの主張を否定したリーは会社にせっかく数百万ドルをもたらしたのに社員総代のダールスキヤーを社員が追放したと述べた 。さらにウェズリーによるダールスケアへの嫌がらせ、「敵対的買収」の試みを非難した  上、社主である自分にはサーバにアクセスする権利があると述べている。

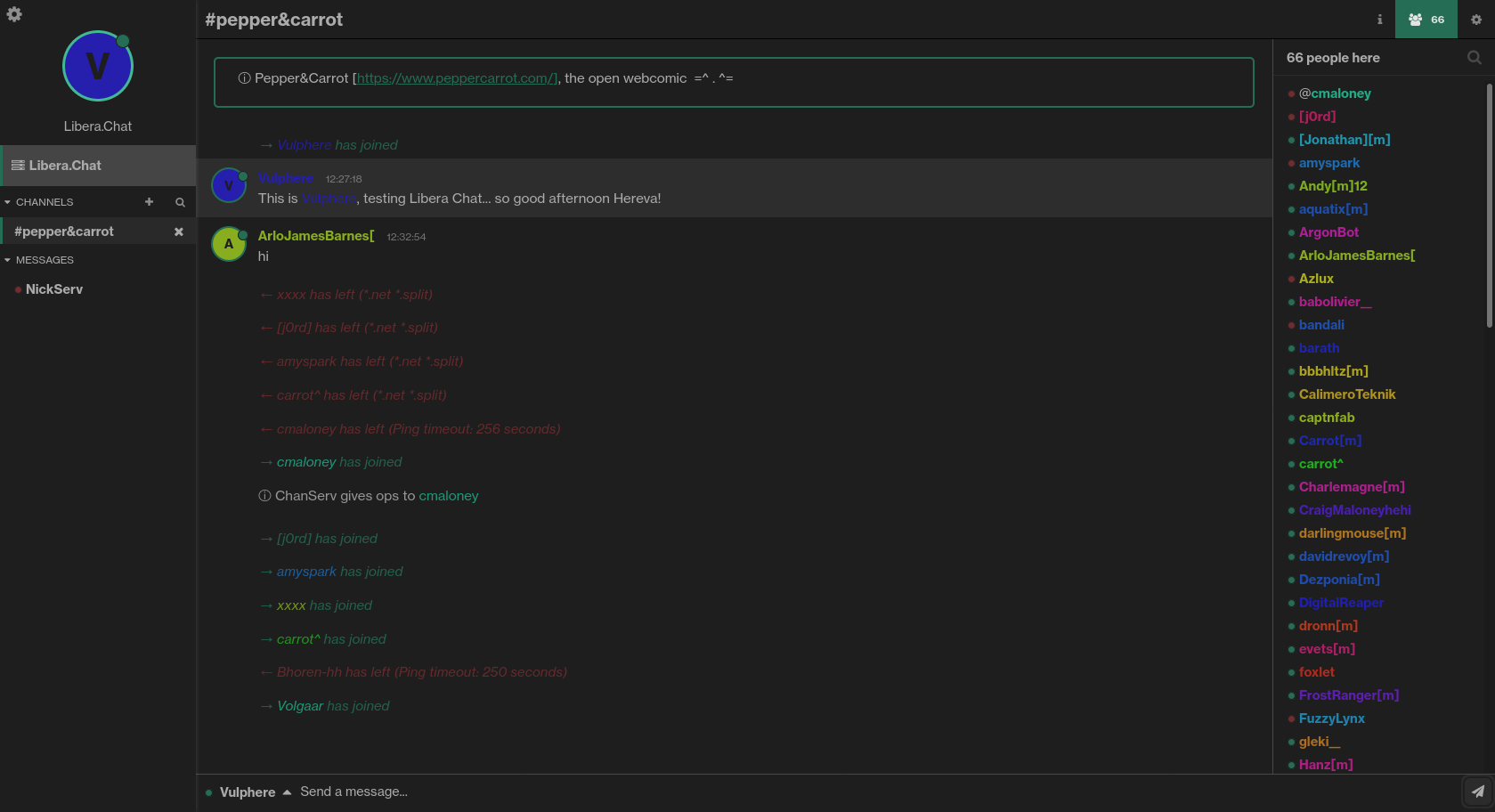
リベラチャットのウェブクライント「KiwiIRCをベースにした」

### リベラチャット
辞任した元社員が集まり2021年5月19日にリベラチャット LiberaChat を起業する 。フリーノードのネットワークを後継すると説明し「フリーでオープンソースのソフトウェア・プロジェクトおよび共通の精神を抱く協働事業」に焦点を当てるとしている。創業翌日の2021年5月20日時点でフリーノード上からVimやRepRapコミュニティは新しいネットワークに移設済みであり、cURLほかも移行の準備をしはじめた。
RepRapコミュ二ティを新しいネットワークに移設済みであり、cURLの一部移行の準備をした。